# Пулсниц
Пулсниц (њем. Pulsnitz) град је у њемачкој савезној држави Саксонија. Једно је од 63 општинска средишта округа Бауцен. Према процјени из 2010. у граду је живјело 7.805 становника. Посједује регионалну шифру (AGS) 14625450.

## Географски и демографски подаци
Пулсниц се налази у савезној држави Саксонија у округу Бауцен. Град се налази на надморској висини од 290 метара. Површина општине износи 26,7 km². У самом граду је, према процјени из 2010. године, живјело 7.805 становника. Просјечна густина становништва износи 292 становника/km².

## Међународна сарадња
| Мјесто     | Држава   | Врста сарадње | Од    |
| ---------- | -------- | ------------- | ----- |
| Лихтенберг | Аустрија | контакт       | 2000. |
| Извор      |          |               |       |